# Ogni passione spenta
Ogni passione spenta (All Passion Spent) è un romanzo di Vita Sackville-West. Pubblicato nel 1931, è una delle opere più popolari della Sackville-West, ed è stato anche adattato dalla BBC per uno sceneggiato televisivo. 
Il romanzo parla di come alcune persone, soprattutto donne, cerchino di realizzare il controllo della propria vita, tema centrale nella produzione letteraria dell'autrice.

## Trama
Il romanzo è composto di tre parti. La prima ci presenta la protagonista, Lady Slane, al momento della morte del marito, che è stato un “grande uomo” nella vita pubblica, viceré dell'India, primo ministro e membro della Camera dei Lord. Lady Slane è stata la moglie sempre attenta ad adempiere ai propri doveri.
I numerosi figli manifestano l'intenzione di accogliere la madre a rotazione presso di loro, nell'ipotesi di una divisione dei beni di famiglia. Del tutto inaspettatamente, Lady Slane fa una scelta diversa, decide di lasciare il quartiere elegante di Kensington per ritirarsi in un cottage ad Hampstead, nell'area suburbana di Londra, cottage che aveva visto addirittura qualche decennio prima e di cui si ricordava.
Lì vivrà Lady Slane, con la sua fedele domestica, una donna francese che parla mischiando frasi in francese a frasi in inglese. I figli potranno andare a trovarla di tanto in tanto, tenuto conto della lontananza da Londra. Visita da sola il cottage, miracolosamente intatto dopo tanto tempo e libero, concorda l'affitto con il vecchio proprietario signor Bucktrout, che a sua volta incarica il tuttofare signor Gosheron di realizzare le modifiche desiderate da Lady Slane. Fra i tre anziani si sviluppa gradualmente un rapporto di confidenza e di discreta amicizia. 
Nella seconda parte, Lady Slane, godendosi il sole estivo, ripensa alla sua lunga vita, e si rende conto che dalla vita ha avuto molto (lusso, vita sociale altolocata, affetto di marito e figli), ma, in fondo, non ha potuto seguire la sua più intima inclinazione, che sarebbe stata orientata verso l'arte (le piaceva dipingere).
Nella terza parte, fa la sua irruzione nella casa e nella vita di Lady Slane il signor Fitzgeorge, una conoscenza dei tempi dell'India da lei completamente dimenticata. Fitzgeorge le rivela di essere rimasto innamorato di lei fin da quel lontanissimo incontro. Alla iniziale irritazione di Lady Slane per la inopinata irruzione fa seguito un'amicizia tranquilla, scherzosa e di reciproca comprensione. 
Fitzgeorge, in realtà un ricco sebbene avaro collezionista di arte, muore improvvisamente, lasciando Lady Slane erede di tutti i suoi averi e delle sue preziose collezioni. Con grande disappunto dei figli, Lady Slane, preferendo la sua vita tranquilla a nuove occupazioni e preoccupazioni,  devolve il denaro in beneficenza e dona le collezioni artistiche a musei pubblici.   
Infine, riceve la visita di una giovane pronipote, che ha appena rotto il fidanzamento con un giovanotto della nobiltà, anche per seguire la propria inclinazione di musicista (suona il violino). Lady Slane sente che in qualche modo il testimone delle sue lontane aspirazioni artistiche è passato nelle mani della pronipote, che seguirà un sentiero che essa non ha potuto seguire per i condizionamenti sociali. Dopo l'incontro con la pronipote, Lady Slane viene trovata morta dalla fedele servitrice.

## Edizioni italiane
- Vita Sackville-West, Ogni passione spenta, traduzione di Alessandra Scalero, Milano, Mondadori, 1935.
- Vita Sackville-West, Ogni passione spenta, traduzione di Alessandra Scalero, Milano, Il saggiatore, 2008.